# Dolný Badín
Pour les articles homonymes, voir Badin.
Dolný Badín (allemand : Unterbadin,  hongrois : Alsóbágyon) est un village de Slovaquie situé dans la région de Banská Bystrica.

## Histoire
La première mention écrite du village date de 1135.

## Démographie

### Évolution de la population
| Année:               | 1994. | 2004.   | 2014.   | 2024.  |
| -------------------- | ----- | ------- | ------- | ------ |
| Nombre de personnes: | 267   | 251     | 250     | 253    |
| Différence:          |       | -5,99 % | -0,39 % | +1,2 % |

| Année:               | 2023. | 2024.   |
| -------------------- | ----- | ------- |
| Nombre de personnes: | 253   | 253     |
| Différence:          |       | +1,42 % |